# Saison 2 de The Millers
Chronologie
Saison 1
Cet article présente le guide des épisodes de la deuxième saison de la série télévisée américaine The Millers.

## Généralités
- Au Canada, la série est diffusée le jeudi suivant sur le réseau CTV[1].
- La saison est inédite dans tous les pays francophones.

## Distribution

### Acteurs principaux
- Will Arnett : Nathan Miller
- Beau Bridges : Tom Miller
- Margo Martindale : Carol Miller
- Sean Hayes : Kip Withers[2]
- Jayma Mays : Debbie
- J. B. Smoove : Ray
- Nelson Franklin (en) : Adam
- Lulu Wilson : Mikayla

### Acteurs récurrents et invités
- Jerry Van Dyke : Bud, père de Carol
- June Squibb : Blanche, mère de Carol
- Billy Eichner : Leon[3]
- Rhys Darby : Martin J.S. Essex[3]
- Molly Shannon : Miss Pam[4]

## Épisodes

### Épisode 1:Enfin seul!
- États-Unis : 20 octobre 2014 sur CBS[5]
- Canada : 23 octobre 2014 sur CTV[6]
- Belgique : 14 octobre 2015 sur RTL-TVI
- Québec : 18 octobre 2015 sur Moi & Cie Télé

- États-Unis : 8,93 millions de téléspectateurs[7] (première diffusion)

- Billy Eichner (Leon)
- Caroline Aaron (Kathy)
- Haneefah Wood (Vicky)
- Dot-Marie Jones (Duke)
- Cindy Drummond (Barbara)
- Pamela Dunlap (Merryl)

### Épisode 2:Fallait pas l'épouser!
- États-Unis : 27 octobre 2014 sur CBS
- Canada : 30 octobre 2014 sur CTV
- Belgique : 15 octobre 2015 sur RTL-TVI
- Québec : 25 octobre 2015 sur Moi & Cie Télé

- États-Unis : 6,94 millions de téléspectateurs[8] (première diffusion)
- Canada : 1,416 million de téléspectateurs[9] (première diffusion + différé 7 jours)

### Épisode 3:Lache-moi les baskets
- États-Unis : 3 novembre 2014 sur CBS
- Canada : 6 novembre 2014 sur CTV
- Belgique : 16 octobre 2015 sur RTL-TVI
- Québec : 1er novembre 2015 sur Moi & Cie Télé

- États-Unis : 6,78 millions de téléspectateurs[10] (première diffusion)
- Canada : 1,239 million de téléspectateurs[11] (première diffusion + différé 7 jours)

- Metta World Peace (Metta World Peace)
- Diamond Artest (Diamond Artest)
- Julie Chen (Julie Chen)
- Kevin Frazier (Kevin Frazier)
- James Brown (James Brown)
- Jim Rome (Jim Rome)
- Tony Kornheiser (Tony Kornheiser)
- Ellia English (Metta's Mom)
- Catherine Haena Kim (Mara)
- Paige Michaels (Emma)
- BJ Tanner (Student)
- Jordan Black (Cashier)
- John F. Schaffer (Phillip/Customer)
- Elizabeth Lazo (Spanish Newscaster)

### Épisode 4:Nathan s'aime tant
- États-Unis : 10 novembre 2014 sur CBS
- Canada : 13 novembre 2014 sur CTV
- Belgique : 19 octobre 2015 sur RTL-TVI
- Québec : 8 novembre 2015 sur Moi & Cie Télé

- États-Unis : 6,48 millions de téléspectateurs[12] (première diffusion)
- Canada : 1,363 million de téléspectateurs[13] (première diffusion + différé 7 jours)

- Larry Clarke (Robert)
- Mandell Maughan (Waitress)
- Brian Groh (Hippie Guy)
- Vane Millon (Tina)

### Épisode 5:Geek d'un jour, geek toujours
- États-Unis : 17 novembre 2014 sur CBS
- Canada : 20 novembre 2014 sur CTV
- Belgique : 20 octobre 2015 sur RTL-TVI
- Québec : 15 novembre 2015 sur Moi & Cie Télé

- États-Unis : 6,31 millions de téléspectateurs[14] (première diffusion)

- Molly Shannon (Miss Pam)
- Daniel Nguyen (Former Student)
- Amira Elliby (90's Kid)
- Kim Delgado (Principal Summers)

### Épisode 6:Le rebelle
- États-Unis /  Canada :  4 juillet 2015 sur CBS[15]
- Belgique : 21 octobre 2015 sur RTL-TVI
- Québec : 22 novembre 2015 sur Moi & Cie Télé

- États-Unis : 1,68 million de téléspectateurs[16] (première diffusion)

- Jamma Williamson (Kate)
- Larry Omaha (Thomas)
- Teruko Nakajima (Japanese Woman)
- Lavonne Rae Andrews (Croupier)
- David Ringwald (Neighbor)

### Épisode 7:Ray fléchit
- États-Unis : 4 juillet 2015 sur CBS
- Belgique : 22 octobre 2015 sur RTL-TVI
- Québec : 29 novembre 2015 sur Moi & Cie Télé

- États-Unis : 1,47 million de téléspectateurs[16] (première diffusion)

### Épisode 8:Un point, c'est tout
- États-Unis : 11 juillet 2015 sur CBS
- Belgique : 23 octobre 2015 sur RTL-TVI
- Québec : 6 décembre 2015 sur Moi & Cie Télé

- États-Unis : 1,82 million de téléspectateurs [17] (première diffusion)

### Épisode 9:Le temps passe, le souvenir reste
- États-Unis : 11 juillet 2015 sur CBS
- Belgique : 26 octobre 2015 sur RTL-TVI
- Québec : 13 décembre 2015 sur Moi & Cie Télé

- États-Unis : 1,86 million de téléspectateurs [17] (première diffusion)

### Épisode 10:Doux Jesus
- États-Unis  : 18 juillet 2015 sur CBS
- Belgique : 27 octobre 2015 sur RTL-TVI
- Québec : 13 décembre 2015 sur Moi & Cie Télé

- États-Unis : 1,87 million de téléspectateurs [18] (première diffusion)

### Épisode 11:A bonne école
- États-Unis : 18 juillet 2015 sur CBS
- Belgique : 28 octobre 2015 sur RTL-TVI
- Québec : 20 décembre 2015 sur Moi & Cie Télé

- États-Unis : 1,96 million de téléspectateurs [18] (première diffusion)